# Partito Democratico Nazionale (Suriname)
Il Partito Democratico Nazionale (in olandese Nationale Democratische Partij, NDP) è un partito politico del Suriname di centro-sinistra.
Esso è stato fondato in seguito alla riorganizzazione in chiave civile e democratica del Vijfentwintig Februari Beweging (VFB, Movimento 25 Febbraio), un movimento politico nato il 24 novembre 1983 su spinta di Dési Bouterse e della giunta militare al potere tra il colpo di Stato del 1980 (Golpe dei sergenti) e le elezioni democratiche del 1987, a conclusione della guerra civile.

## Presidenti
- Dési Bouterse (1987-2024)
- Jennifer Geerlings-Simons (2024-)

## Risultati elettorali
| Elezione                                  | Voti    | %     | Seggi   |
| ----------------------------------------- | ------- | ----- | ------- |
| Parlamentari 1987                         | 16.000  | 9     | 3 / 51  |
| Parlamentari 1991                         | 34.429  | 21    | 12 / 51 |
| Parlamentari 1996                         | 45.466  | 26    | 16 / 51 |
| Parlamentari 2000a                        | 27.481  | 15    | 10 / 51 |
| Parlamentari 2005                         | 48.879  | 23    | 15 / 51 |
| Parlamentari 2010                         | 95.543  | 40    | 18 / 51 |
| Parlamentari 2015                         | 117.751 | 45,46 | 26 / 51 |
| Parlamentari 2020                         | 65.862  | 23,97 | 16 / 51 |
| Parlamentari 2025                         | 93.278  | 34,18 | 18 / 51 |
| a Nella coalizione Millennium Combination |         |       |         |